# Сорианело
Сорианѐло (на италиански: Sorianello) е село и община в Южна Италия, провинция Вибо Валентия, регион Калабрия. Разположено е на 420 m надморска височина. Населението на общината е 1196 души (към 2012 г.).